# ناوكي كوجوري
ناوكي كوجوري (باليابانية: 小暮 直樹) (مواليد 14 يونيو 1984)، هو لاعب كرة قدم سابق كان يلعب كمدافع.